# Parco Zarjad'e
Il parco naturale-paesaggistico Zarjad'e (in russo Природно-ландшафтный парк «Зарядье»?, Prirovno-landšaftnyj park «Zarjad'e», trasl. anche Zaryadye) è un parco cittadino di Mosca, inaugurato il 9 settembre 2017. È situato sulla riva sinistra del fiume Moscova, a poca distanza dalla Piazza Rossa, nell'area dello storico quartiere Zarjad'e da cui prende il nome. Trattasi del primo parco pubblico realizzato a Mosca dopo la fine degli anni '50.

## Storia
Il parco deve il suo nome allo storico quartiere moscovita Zarjad'e, così chiamato nel XV secolo perché si trovava "dietro le file" dei banchi del mercato della Piazza Rossa. Alla fine degli anni '40 diversi vecchi edifici del quartiere furono demoliti per fare posto alla torre Zaryadye, un grattacielo progettato dall'architetto Dmitrij Nikolaevič Čečulin che avrebbe dovuto affiancare le altre cosiddette "Sette Sorelle" volute da Iosif Stalin. Il grattacielo però non fu mai costruito, e fra il 1964 e il 1967 sulle sue fondazioni venne costruito l'Hotel Rossija, nuovamente su progetto di Dmitrij Čečulin. L'hotel a 5 stelle comprendeva 2.272 camere, e al tempo della sua costruzione era il più grande hotel al mondo.
Nel 2006 l'hotel fu demolito e al suo posto avrebbe dovuto essere costruito un complesso con hotel, uffici e appartamenti di lusso a firma dell'architetto britannico Norman Foster. Il progetto però non fu realizzato, e nel 2012 le autorità cittadine annunciarono di voler trasformare l'area in un parco cittadino.
Per la progettazione del parco fu indetto un concorso internazionale al quale parteciparono 90 consorzi da 27 diversi paesi. Il progetto vincitore fu quello proposto dal consorzio capeggiato dallo studio di design newyorkese Diller Scofidio + Renfro insieme agli architetti urbanisti statunitensi della Hargreaves Associates, allo studio russo Citymakers e altri progettisti da Germania, Regno Unito, Stati Uniti e Russia.
I lavori hanno avuto inizio nel 2014 e il parco è stato inaugurato il 9 settembre 2017, anche se alcuni lavori sono terminati nella primavera 2018. Durante il primo mese di apertura ha avuto più di un milione di visitatori.

## Descrizione

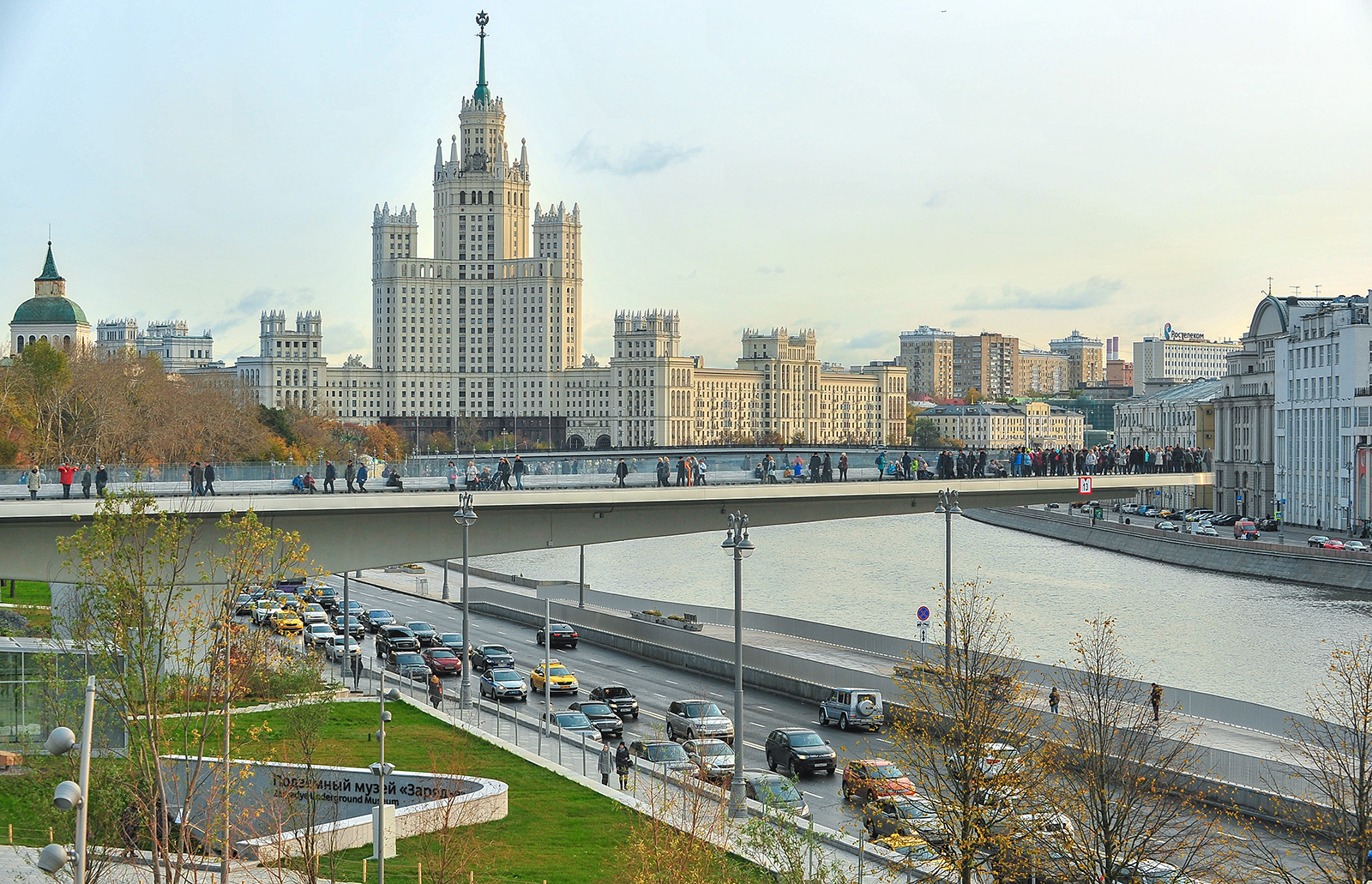
Il ponte sospeso con sullo sfondo l'Edificio residenziale in Kotel'ničeskaja naberežnaja

Il parco si estende su una superficie di circa 13 ettari ed è stato progettato per essere allo stesso tempo un parco, un luogo di ritrovo e uno spazio per eventi culturali e ricreativi e i progettisti hanno definito l'intreccio di elementi naturali e costruiti come un "urbanismo selvaggio".
Il parco è diviso in quattro zone che vogliono rappresentare le quattro principali tipologie di paesaggio che è possibile trovare in Russia : la tundra, la steppa, la foresta e la zona umida. Complessivamente sono stati piantati 760 alberi, in particolare betulle, larici e pini silvestri e quasi 900.000 piante perenni.
Oltre agli ambienti naturali nel parco trovano posto un anfiteatro, una sala da concerti, ristoranti, una grotta di ghiaccio dedicata alla natura dell'estremo nord e alle esplorazioni artiche e antartiche dove la temperatura è tenuta costantemente sottozero,, un media center ed alcuni padiglioni per eventi.
Una delle strutture più notevoli del parco è il ponte sospeso, definito "ponte galleggiante", che si affaccia sul fiume Moscova con uno sbalzo di quasi 70 metri offrendo una vista panoramica verso il Cremlino, la cattedrale di Cristo Salvatore e l'edificio residenziale in Kotel'ničeskaja naberežnaja. Il ponte ha la forma di una V ed è stato realizzato con una struttura in cemento armato in grado di reggere tra le 3.000 e le 4.000 persone. Il 21 febbraio 2018 Počta Rossii, l'azienda di servizi postali della Federazione russa, ha emesso un francobollo raffigurante il ponte sospeso per l'annuale emissione della serie Europa.